# When (canción)
«When» (en español Cuando)es una canción escrita y producida por la cantante canadiense Shania Twain y Robert John "Mutt" Lange para su tercer álbum de estudio Come on Over. Se lanzó cómo segundo sencillo solo en el Reino Unido. Shania ha admitido que ésta es su canción favorita del disco.
Twain interpretó la canción en el Come on Over tour (1998-1999) y en el Up! tour (2003-2004) en un medley con otras dos canciones.
"When" también es el tema musical de la serie japonesa Cheap Love.

## Vídeo Musical
El videoclip de "When" se filmó en Nueva York bajo la dirección de Markus Blunder y fue lanzado en agosto de 1998 en el Reino Unido. El videoclip comienza cuando Twain muere y se convierte en un ángel y ella va en torno a la ciudad de Nueva York.
Aunque el vídeo se lanzó solo en Europa, también se hizo un vídeo con la versión original de la canción (versión country).
"When" es el único vídeo de Twain de sus tres primeros álbumes que no está incluido en su DVD The Platinum Collection.

## Versiones de audio
- Versión Original (Versión Country) - 3:39
- Versión Internacional - 3:39
- Internacional Radio Edit - 3:28

## Recepción
En el Reino Unido, "When" se convirtió en su segundo top 20, debutando en la semana del 13 de junio de 1998 en el número 18. Continuó en la lista por cuatro semanas.
| Lista       | Posición |
| ----------- | -------- |
| Reino Unido | 18       |

- Datos: Q7992410